# Naufrage du 4 décembre 2019 au large de la Mauritanie
Le naufrage du 4 décembre 2019 au large de la Mauritanie a lieu le 4 décembre 2019 au large de la Mauritanie à 25 km au nord de Nouadhibou. Une embarcation partie de Gambie transportant entre 150 et 180 migrants fait naufrage provoquant la mort d'au moins 63 migrants 

## Déroulement
L’embarcation de fortune était partie de Gambie le 27 novembre afin de rejoindre les Îles Canaries. Le 4 décembre, l'embarcation heurte un rocher en pleine mer puis commence à prendre l'eau, le moteur se désagrège ensuite. À cause de la forte houle qui les empêche d'atteindre la côte à bateau et du manque de vivres à bord, les migrants décident de rejoindre la côte à la nage.
Les blessés ont été pris en charge à l'hôpital de Nouadhibou et les victimes ont été enterrées près de Nouadhibou dans la nuit sans attendre, selon les prescriptions musulmanes, et sans être identifiées. Il s'agit du pire naufrage en 2019 sur la route des migrations longeant la côte Atlantique.
83 survivants ont réussi à rejoindre à la nage les côtes mauritaniennes. Certains ont quitté la Mauritanie à bord de cars pour la Gambie.